# ترزه سنس
ترزه سنس (آلمانی: Therese Zenz; ۱۵ اکتبر ۱۹۳۲ – ۲۲ اکتبر ۲۰۱۹) قایقران کانو اهل آلمان بود.
وی در مسابقات کشوری و بین‌المللی در مجموع برندهٔ ۱ مدال طلا، ۳ مدال نقره، ۲ مدال برنز شده‌است.